# 日本の都市開発
日本の都市開発（にほんのとしかいはつ）日本の都市開発事業や制度について示す。

## 民間都市開発事業
国土交通省（旧建設省所管）の市街地のまちづくり活性事業のひとつで、民間都市開発の推進に関する特別措置法に基づき、民間事業者(民間都市開発事業者)が行う都市開発整備事業及び都市計画施設特許事業をいう。国土交通省の担当は都市局都市政策課。
民間事業者とは国、地方公共団体又は特殊法人等特別な法律によって設立された法人を除く全ての者である。
民間都市開発事業に対しては、財団法人民間都市開発推進機構による支援並びに日本政策投資銀行等による貸付（NTT-Cタイプ及びNTT-C'タイプ）が行われる。
2002年からは都市再生特別措置法の追加により、都市再生緊急整備地域内で民間都市再生事業計画認定制度の大臣認定を受けた民間都市開発事業については、民間都市開発推進機構を通じた金融支援、都市再生促進税制、都市再生総合整備事業による補助、といった支援措置が用意されたことにより、都市再生ファンドも適用対象となっている。

## 都市開発整備事業
都市開発整備事業とは、事業者がおこなう事業施行区域の面積が原則2000平方メートル以上のものにおいて道路、公園、広場、水道等公共の用に供する施設の整備を伴い都市機能の増進に寄与する建築物や工作物及びその敷地の整備に関する事業。

## 都市計画施設特許事業
都市計画施設特許事業とは、都市計画施設の整備事業のうち、都道府県知事による都市計画事業の認可を受けているものをいう。